# Pomnik Pamięci o Zagładzie Romów w Borzęcinie
Pomnik Pamięci o Zagładzie Romów – pomnik znajdujący się w północno-wschodniej części miejscowości Borzęcin (Borzęcin Dolny), w województwie małopolskim, w powiecie brzeskim, przy północnym skraju drogi wojewódzkiej nr 964.

## Upamiętnione wydarzenie
Latem 1942 niemieccy żandarmi i polscy policjanci zatrzymali w okolicy miejscowości Wał-Ruda grupę 29 Cyganów, w tym 3 mężczyzn, 5 kobiet (w tym jedną w bardzo podeszłym wieku) i 21 dzieci w wieku 4–12 lat oraz 1 niemowlę. Wozami miejscowych chłopów przewieziono ich do borzęckiego lasu, polecono położyć się twarzą do ziemi i zastrzelono. Udało się uciec jednemu mężczyźnie. Ofiary to Cyganie z grupy Polska Roma: Majewscy, Kwiatkowscy, Chmielewscy oraz miejscowi, osiadli prawdopodobnie w Szczurowej, Cioronie. Na miejsce egzekucji ściągnięto okolicznych mężczyzn, kazano im wykopać dół i pogrzebać zwłoki rozstrzelanych.

## Powstanie miejsca pamięci

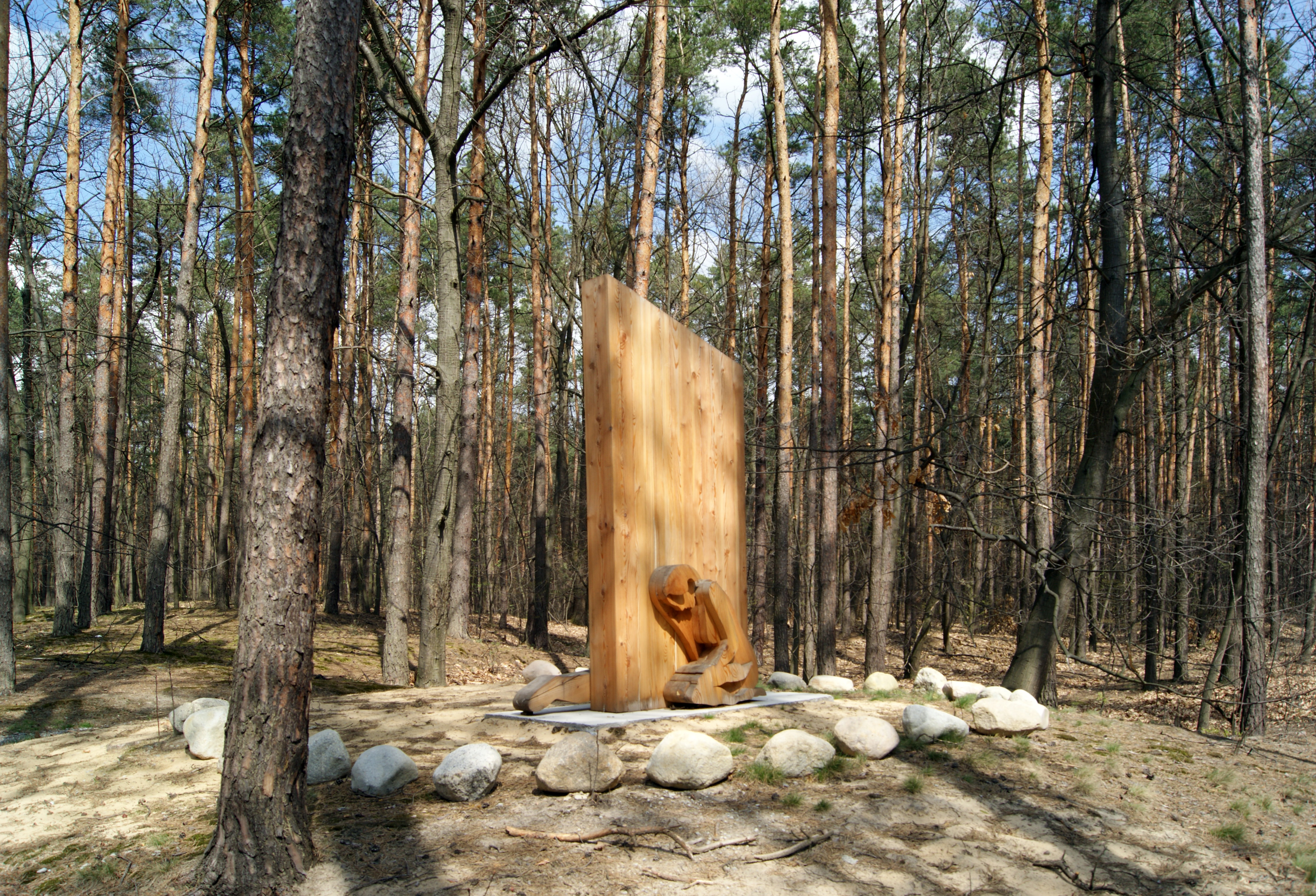
Klęczące dziecko.

W 1959 szczątki ofiar zostały ekshumowane i pochowane w zbiorowej mogile na cmentarzu parafialnym w Borzęcinie Dolnym.
W 2010 uczestnicy Międzynarodowego Taboru Pamięci Romów na miejscu mordu wkopali brzozowy krzyż.
W sobotę 23 lipca 2011 o godz. 12.00 podczas XII Międzynarodowego Taboru Pamięci Romów, odbyła się uroczystość odsłonięcia pomnika upamiętniającego martyrologię Cyganów.
Pomnik projektowała romska artystka, absolwentka krakowskiej Akademii Sztuk Pięknych Małgorzata Mirga-Tas.
Przy drodze, na niewielkim piaszczystym wzniesieniu, na betonowym postumencie postawiono drewniane rzeźby. Drewniana płyta pomnika, a na niej od frontu-rzeźba upadającej kobiecej postaci, nad nią tablica z inskrypcją, z tyłu rzeźba klęczącego dziecka. Wokół 29 granitowych otoczaków, symbolizujących ofiary.
Na tablicy umieszczono następujący napis:

NIE BYŁO ŻYCIA DLA CYGANÓW W MIEŚCIE

I NA WSI ZABIJALI, ZABIJALI NAS.

CO ROBIĆ? SZŁY Z DZIEĆMI CYGANKI W LAS,

DALEKO W LAS, BY NIE ZNALAZŁY NAS NIEMIECKIE PSY.

(PAPUSZA)
MIEJSCE PAMIĘCI O 29 ROMACH:

3 MĘŻCZYZNACH, 5 KOBIETACH

I 21 DZIECIACH, ZASTRZELONYCH

TUTAJ PRZEZ NIEMCÓW W 1942

Inskrypcję przygotowała Natalia Gancarz. Jest to fragment pieśni romskiej poetki Papuszy.
Pomnik znajduje się na Małopolskim Szlaku Martyrologii Romów.
22 kwietnia 2016 pomnik został zdewastowany: stelę przewrócono z betonowej podstawy, a rzeźby porąbano na kawałki siekierą. W sierpniu 2016 roku zrekonstruowany pomnik powrócił na swoje miejsce.